# Johann Christian von Zweiffel
Johann Christian von Zweiffel (* 8. Januar 1745 in Magdeburg; † 13. August 1817 in Potsdam) war ein preußischer Generalmajor und Chef des Infanterieregiments Nr. 45.

## Leben

### Herkunft
Johann Christian war der Sohn von August Ernst von Zweiffel (* 1715 in Alkehnen; † 24. Februar 1774 in Magdeburg) und dessen Ehefrau Anna Maria, geborene Gernsmer († 17. Januar 1786 in Magdeburg). Sein Vater war Oberst im Infanterieregiment „von Saldern“ Nr. 5 und Ritter des Ordens Pour le Mérite.

### Militärkarriere
Am 10. September 1760 wurde Zweiffel Fähnrich im Regiment des Herzogs von Braunschweig. Während des Siebenjährigen Krieges nahm er an den Schlachten von Liegnitz und Torgau sowie an der Belagerung von Breslau und Schweidnitz teil. Am 2. Mai 1763 wurde er Sekondeleutnant und am 4. Juni 1768 Premierleutnant. Am 5. Juli 1776 avancierte er dann zum Stabskapitän, danach nahm er am Bayerischen Erbfolgekrieg teil. Am 20. April 1778 wurde er Kapitän und Kompaniechef sowie am 4. Juni 1788 Major. Am 3. Oktober 1788 war er Kommandeur des I. Bataillons und schon am 20. Januar 1789 auch Kommandeur des II. Bataillons.
Im Ersten Koalitionskrieg nahm er an den Schlachten von Kaiserslautern, Trippstadt, den Gefechten von St. Amand, Valenciennes, Saarbrücken sowie an der Belagerung von Landau teil. Am 8. Mai 1793 erhielt er den Orden Pour le Mérite für die Gefechte von Vicogne und Hasnon. Bei St. Ingbert verteidigte er seine Stellung in Rentrisch neun Stunden gegen 6000 Franzosen, musste sich aber letztlich zurückziehen. Kurz danach am 18. Mai 1795 erfolgte die Beförderung zum Oberstleutnant und Kommandeur des Depotbataillons im Infanterieregiment „Louis Ferdinand“ Nr. 20. Am 6. Oktober 1797 wurde er Kommandeur des II. Bataillons des Infanterieregiments Nr. 3 (Patent von 11. Januar 1796). Kurz danach am 20. Mai 1798 wurde er Oberst mit Patent vom 11. Juni 1798 und am 23. Oktober 1800 Kommandeur des Infanterieregiments Nr. 3. Am 20. Oktober 1805 wurde er zum Chef des Infanterieregiments Nr. 45 ernannt. Dazu erhielt er am 27. November 1805 eine Wohnung im Schloss von Bayreuth und am 20. Mai 1806 die Ernennung zum Generalmajor (Patent vom 22. Mai 1806).
Während des vierten Koalitionskrieges zog er sich von Erfurt zurück und ging zum Korps Weimar bei Gotha. Im Verlauf dessen Rückzuges kam er zum Korps Blücher. Nach dessen Kapitulation bei Ratekau geriet Zweiffel bei Lübeck in Gefangenschaft und wurde nach Nancy gebracht. Am 20. September 1807 ist er zurück in Bayreuth, wurde aber auf halbes Gehalt gesetzt. Er beantragte eine Wohnung in Berlin und erhielt am 6. Oktober 1807 die Genehmigung zum Umzug. Am 1. Februar 1814 erhielt er seine Demission mit Pension.

### Familie
Zweiffel heiratete am 25. Juni 1777 in Magdeburg Dorothea Christiane Elisabeth Guischard, älteste Tochter des Hofrats Guischard aus Magdeburg. Nach ihrem Tod heiratete er Johanne Ernestine von Platen (* 25. April 1767; † 5. Oktober 1804 in Brandenburg an der Havel) aus dem Haus Demerthin. Sie war die zweite Tochter des Domherrn zu Magdeburg Heinrich Friedrich von Platen-Friedeburg und dessen erster Ehefrau D. S. Hermine Gräfin von Wartensleben. Johann Christian und Johanne Ernestine von Zweiffel hatten folgende Kinder:
- Ernestine Auguste Henritte Wilhelmine (* 10. November 1785 in Magdeburg)
- Johanna Ernestine (* 18. Dezember 1786 in Magdeburg) ⚭ 24. August 1806 Johann Friedrich Ludwig von Reichenbach, Erbherr auf Calbe an der Saale
- Ferdinande Therese (* 22. Februar 1788 in Magdeburg) ⚭ 17. Oktober 1810 Karl Julius von Mützschefahl aus Breslau
- Wilhelm Eduard (* 2. April 1789 in Magdeburg; † 5. September 1815 in Clichy-la-Garenne bei Paris am Nervenfieber) Braunschweiger Kapitän
- Albert (* 30. Mai 1790 in Magdeburg), Fähnrich
- Karoline (* 15. Februar 1793; † 3. März 1793 in Magdeburg)
- Henriette Elisabeth (* 20. Januar 1798; † 28. August 1802 in Halle (Saale))
- Adalbert August Ernst (* 22. April 1804; † 11. September 1893 in Halle (Saale)), Oberst a. D., zuletzt Führer des 22. Landwehrregiments